# Múzeumok listája
A múzeum az emberiség kultúrfejlődésére vonatkozó tárgyi és egyéb emlékeket gyűjtő, feldolgozó, rendszerező és másoknak bemutató kulturális intézmény.
A múzeum ma már nem egyszerűen kiállítást jelent, hanem egyrészről számos kulturális rendezvénynek is otthont ad, másrészről a látogatót nem csupán passzív szemlélődésre, hanem modern technikai eszközök igénybevételével interaktív közreműködésre készteti. A "ne nyúlj hozzá!" és a "mindent a szemnek" jelszavak számos helyen ma már nem érvényesülnek – a látogató maga is részévé válik a kiállításnak.

## Múzeumok gyűjtőkörük szerint
- képzőművészeti múzeum,
- iparművészeti múzeum,
- régészeti múzeum,
- helytörténeti és történelmi múzeum,
- természettudományi múzeum,
- néprajzi múzeum,
- tudományos és technikai múzeum

## Magyarországi múzeumok
- Baranya vármegyei múzeumok listája
  - Csontváry Múzeum, Pécs (képzőművészet)
  - Martyn Ferenc Múzeum, Pécs (képzőművészet)
  - Victor Vasarely Múzeum, Pécs (képzőművészet)
  - Janus Pannonius Múzeum, Pécs (képzőművészet, iparművészet)
  - Zsolnay Múzeum, Pécs (iparművészet)

- Bács-Kiskun vármegyei múzeumok listája
  - Tudomány és Technika Háza, Kecskemét (tudomány, technika)
  - Népi Iparművészeti Gyűjtemény, Kecskemét (iparművészet)
  - A Nemzetközi Kerámia Stúdió Galériája és Múzeuma, Kecskemét (képzőművészet, iparművészet)
  - Kiskőrösi Úttörténeti Múzeum (tudomány, technika)
- Békés vármegyei múzeumok listája
- Borsod-Abaúj-Zemplén vármegyei múzeumok listája
- Budapest múzeumainak listája

- Csongrád-Csanád vármegyei múzeumok listája
  - Közművelődési Palota, Szeged (néprajz, képzőművészet, iparművészet)
  - Vízügyi Múzeum, Szeged (technikatörténet)

- Fejér vármegyei múzeumok listája
  - Fekete Sas Patikamúzeum
- Győr-Moson-Sopron vármegyei múzeumok listája

- Hajdú-Bihar vármegyei múzeumok listája
  - Déri Múzeum, Debrecen (képzőművészet)
  - Medgyessy Ferenc emlékmúzeum (képzőművészet)

- Heves vármegyei múzeumok listája
- Határon túli, magyar nyelven elérhető múzeumok listája
  - Kis Technikai Múzeum Szímő
- Jász-Nagykun-Szolnok vármegyei múzeumok listája
- Komárom-Esztergom vármegyei múzeumok listája
- Nógrád vármegyei múzeumok listája
- Pest vármegyei múzeumok listája
- Somogy vármegyei múzeumok listája
- Szabolcs-Szatmár-Bereg vármegyei múzeumok listája
- Tolna vármegyei múzeumok listája
- Vas vármegyei múzeumok listája
- Veszprém vármegyei múzeumok listája
- Zala vármegyei múzeumok listája

## Magyarországon kívüli nevezetesebb múzeumok (országok szerint)

### Amerikai Egyesült Államok
- National Gallery of Art, Washington, D.C. (képzőművészet)
- Smithsonian Intézet, Washington, D.C. (természettudomány)
- Metropolitan Művészeti Múzeum, New York (képzőművészet)[1]
- Franklin Institute, Philadelphia (technika)
- Ford Múzeum, Detroit (technika)
- Field Museum of Natural History, Chicago (természettudomány)
- DuSable Museum of Afro-American History, Chicago (néprajz, helytörténet)
- Gugenheim Múzeum, New York (képzőművészet)[2]
- San Francisco Museum of Modern Art, San Francisco, Kalifornia
- Modern Művészeti Múzeum (New York) (képzőművészet)[3]

### Ausztria
- Albertina, Bécs (képzőművészet)
- Szépművészeti Múzeum, Bécs (képzőművészet)
- Museum moderner Kunst, Bécs (képzőművészet)
- Természettudományi Múzeum, Bécs (természettudomány)
- Museum für Angewandte Kunst (MAK), Bécs (iparművészet)
- Museum für Völkerkunde, Bécs (néprajz, régészet)
- Technisches Museum, Bécs (technika, tudomány)
- Heeresgeschichtliches Museum, Bécs-Arsenal (haditechnika, hadtörténet)
- Sezession, Bécs

### Belgium
- Királyi Szépművészeti Múzeum (Brüsszel)
- Királyi Művészeti és Történelmi Múzeum
- Királyi Hadtörténeti Múzeum, Brüsszel (haditechnika, hadtörténelem)
- Afrika Múzeum, Brüsszel-Tervueren (néprajz, történelem)

### Egyiptom
- Egyiptomi Múzeum, Kairó (régészet)

### Franciaország

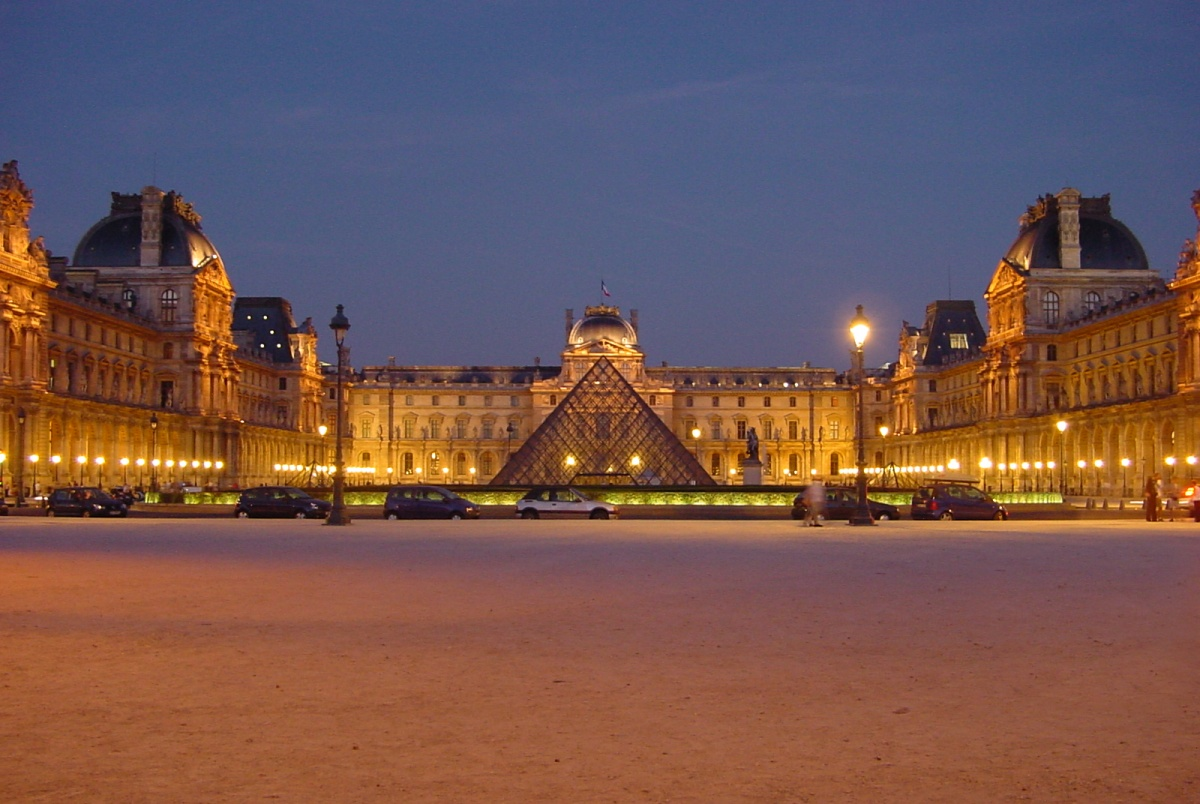
A párizsi Louvre

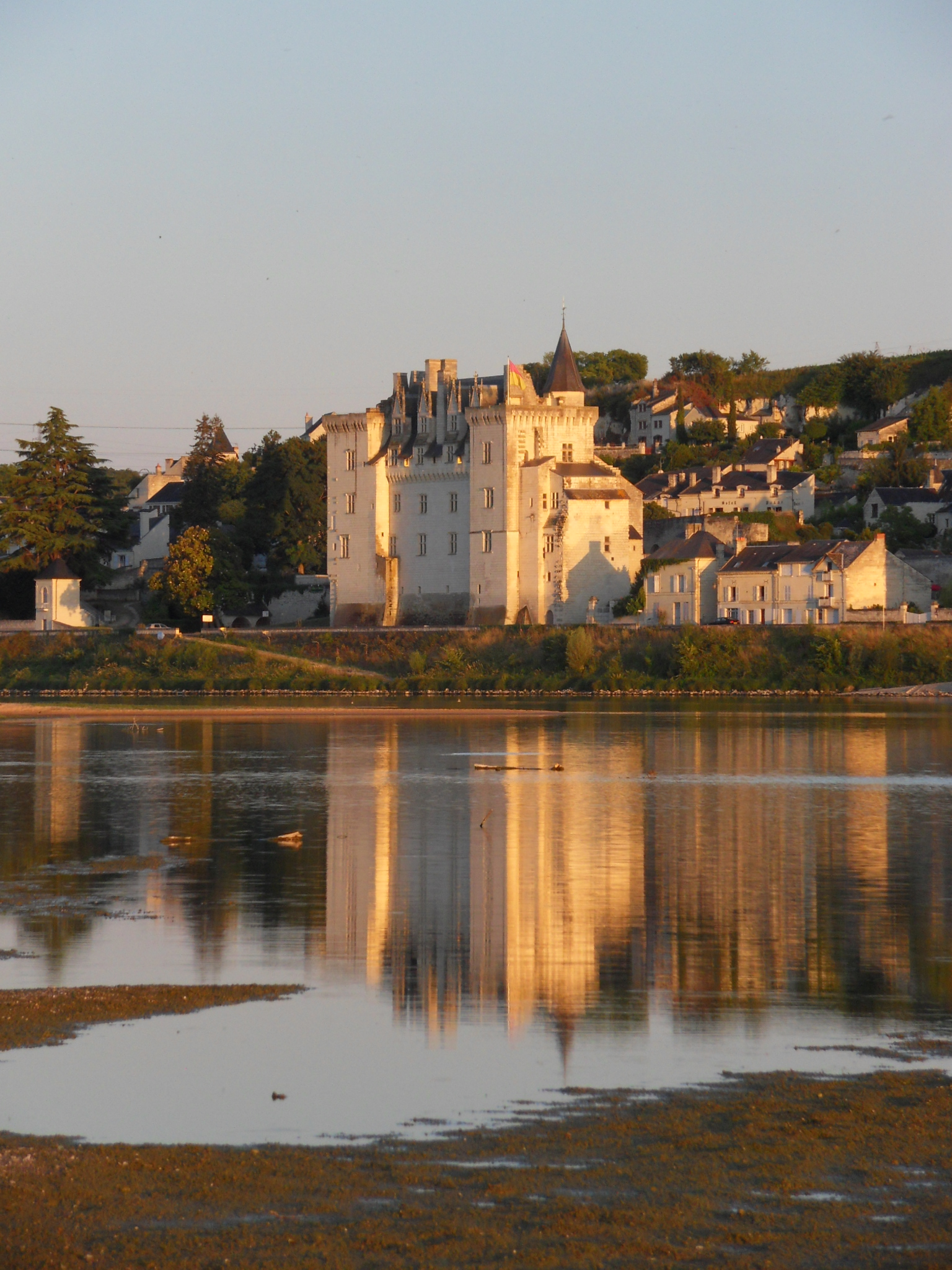
A montsoreau-i kastély

- Louvre, Párizs (képzőművészet, iparművészet)
- La Villette, Párizs (tudomány, technika)
- Musée d’Orsay, Párizs (képzőművészet, a Jeux de Paumes helyett)
- Musée Carnavalet, Párizs (várostörténet, iparművészet)
- Musée du Moyen Âge (Musée de Cluny), Párizs (képzőművészet, iparművészet)
- Musée Rodin, Párizs (képzőművészet)
- Musée de l'Armée (Hôtel des Invalides), Párizs (haditechnika, hadtörténet)
- Montsoreau-i kastély, Montsoreau, (modern művészetek)
- Pompidou központ, Párizs (modern művészetek)
- Musée des Arts Africains et Océaniens, Párizs (néprajz, iparművészet)
- Institut du Monde Arabe, Párizs (néprajz, iparművészet, képzőművészet)
- Musée Marmottan, Párizs (képzőművészet)
- Musée Jacquemart-André, Párizs (képzőművészet, iparművészet)
- Petit Palais, Párizs (képzőművészet)
- Grand Palais, Párizs (képzőművészet, iparművészet)
- Palais de la Découverte, Párizs (természettudomány, technikatörténet)
- Musée Maillol, Párizs (képzőművészet)
- Musée National d'Histoire Naturelle, Párizs (természettudomány)
- Musée de la Préfecture de Police, Párizs (rendőrség helytörténeti múzeuma)

### Görögország
- Régészeti Múzeum, Athén (régészet)
- Régészeti Múzeum, Heraklion

### Hollandia
- Rijksmuseum, Amszterdam (képzőművészet)
- Van Gogh Museum, Amszterdam (képzőművészet)
- Mauritshuis, Hága (képzőművészet)

### Málta
- Nagymesteri Palota, Valletta
- Archeológiai Múzeum, Valletta
- Háborús Múzeum (St. Elmo), Valletta
- Őslénytani Múzeum, Ghar Dalam
- Néprajzi Múzeum, Gozo (Victoria)

### Nagy-Britannia
- Science Museum, London
- British Museum, London (például régészet)
- Imperial War Museum, London (hadtörténet, haditechnika)
- National Gallery, London (képzőművészet)
- Victoria és Albert Múzeum, London (iparművészet)
- Natural History Museum, London (természettudomány)
- Tate Galéria, London (képzőművészet)
- Tate Gallery of Modern Art, London (képzőművészet)
- Museum of London, London (helytörténet)
- Barbicane Arts Center, London (képzőművészet, iparművészet)
- Faraday museum, London
- Sherlock Holmes Museum, London (irodalom, helytörténet)
- Ashmolean Museum, Oxford (régészet, természettudomány)
- Royal Maritime Museum, Greenwich (hajózástörténet, technika)
- Crich Tramway Village, Crich (villamos)

### Németország
- Alte Pinakothek, München (képzőművészet)
- Neue Pinakothek, München (képzőművészet)
- Deutsches Museum, München (technika, tudomány)
- Ludwig Museum, Köln (képzőművészet)
- Märkisches Museum, Berlin (várostörténet)
- Pergamonmuseum, Berlin (régészet)
- Museum für Vor- und Frühgeschichte, Berlin-Charlottenburg (régészet)
- Zwinger, Drezda (képzőművészet, technika)
- Múzeum-sziget, Berlin
  - Neues Museum, Berlin
  - Altes Museum, Berlin
  - Régi Nemzeti Galéria, Berlin
  - Bode Múzeum, Berlin

### Olaszország
- Uffizi, Firenze (képzőművészet)
- Pitti-palota, Firenze (képzőművészet)
- Etruszk Múzeum, Róma (régészet)
- Galleria dell'Accadémia, Velence (képzőművészet)
- Museo Storico Navale, Velence (hajózástörténet)
- Vatikáni Múzeum, Vatikán (képzőművészet)

### Oroszország
- Puskin Szépművészeti Múzeum, Moszkva (képzőművészet)
- Tretyjakov képtár, Moszkva (képzőművészet)
- Ermitázs, Szentpétervár (képzőművészet)

### Spanyolország

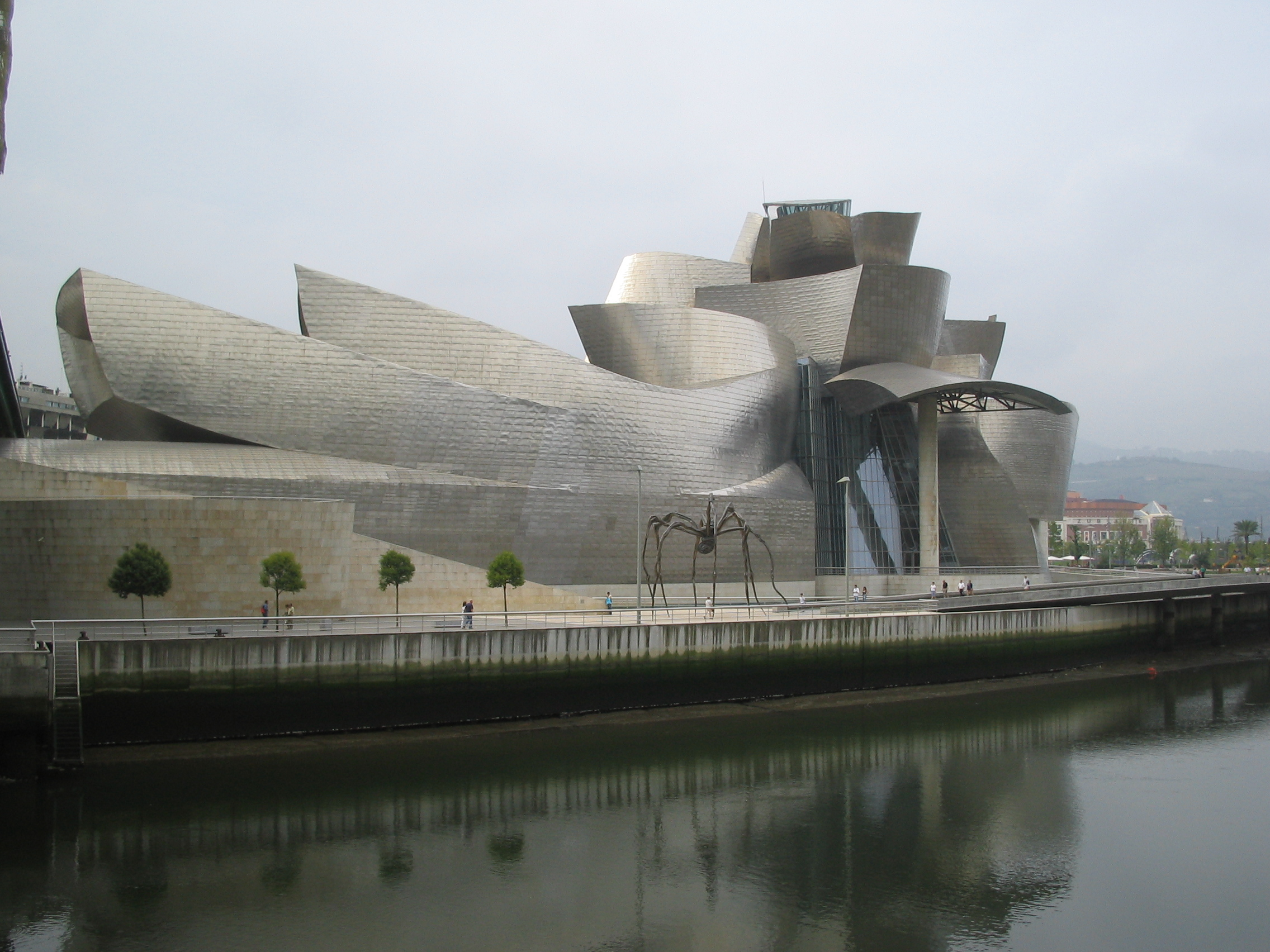
Guggenheim Múzeum, Bilbao

- Guggenheim Múzeum, Bilbao (képzőművészet)

### Románia
- Székely Nemzeti Múzeum, Sepsiszentgyörgy
- Csíki Székely Múzeum, Csíkszereda

### Spanyolország
- Museo del Prado, Madrid (képzőművészet)
- Centro de Arte Reina Sofia, Madrid (képzőművészet)
- Museo Arqueológico, Madrid (régészet)
- Museo de Ciencias Naturales, Madrid (természettudomány)

### Törökország
- Archeológiai Múzeum, Isztambul (régészet)
- Ókori Keleti Művészetek Múzeuma, Isztambul (régészet, kultúrtörténet)
- Anatóliai Civilizációk Múzeuma, Ankara
- Régészeti Múzeum, Bergama (Pergamon)
- Régészeti Múzeum, Antalya

### Tunézia
- Bardo Nemzeti Múzeum (Tunisz)